# Лин, Дэвид
Сэр Дэвид Лин  (англ. David Lean; 25 марта 1908, Кройдон — 16 апреля 1991, Лондон) — британский кинорежиссёр, сценарист, продюсер и монтажёр, широко признанный мастер мирового кинематографа. Вошёл в десятку лучших режиссёров мирового кино по результатам опроса современных режиссёров Британским институтом киноискусства.

## Биография
Родился 25 марта 1908 года в Кройдоне, пригороде Лондона, в обеспеченной семье квакеров. Родители запрещали Лину посещать кинотеатр, когда тот был ребёнком.
Родители настояли на том, чтобы он начал учиться на бухгалтера, но он решил посвятить себя кинематографу, где начинал с должности посыльного. В 1927 году нашёл работу на киностудии, работал помощником режиссёра, затем стал монтажёром. В 1934 году дебютировал как монтажёр полнометражного фильма в ленте «Свобода морей» (Freedom of the Seas). К 1942 году Лин успел поработать в более чем двадцати фильмах и имел хорошую репутацию как монтажёр.
Первая режиссёрская работа — фильм «В котором мы служим» (1942), поставленный совместно с драматургом и режиссёром Ноэлом Кауордом. В этой работе, посвящённой будням экипажа военного корабля, он вывел на экран простых людей без идеализации и романтического налёта. После этого Лин в 1944—1945 годах экранизировал три пьесы Кауарда, в том числе премированную на Каннском кинофестивале 1946 года «Короткую встречу». По оценке французского киноведа Андре Базена, это была одна из картин, которая знаменовала «возрождение» английского кино. Первоначально он отмечал, что в ней сказалось влияние эстетики «школы английского документального кино» (Джон Грирсон, Альберто Кавальканти, Пол Рота), но позже пересмотрел свои взгляды в отношении прямой преемственности. Подчёркивая её реализм, Базен отчасти сближал её с послевоенным итальянским неореализмом и с таким значительным представителем этого течения как работа Витторио Де Сика «Похитители велосипедов» (1948).«Англичане сумели, не порывая с методами и историей европейского и американского кино, соединить самый изысканный эстетизм с достижениями определённо реалистического плана. Нет ничего более выстроенного, более согласованного, чем „Короткая встреча“, создание которой немыслимо без самых современных возможностей киностудии, без умелых и именитых актеров; и все же нельзя себе представить более реалистического изображения английских нравов и психологии», — писал Базен. Индийский кинорежиссёр Сатьяджит Рей также крайне высоко оценивал эту картину и назвал её самой значительной британской работой того периода: «Фильм отличался впечатляющей свежестью, которая исходила от экстраординарного творческого почерка Лина, от того, как он раскрывал самые интимные и загадочные черты человеческих характеров в трогательном исполнении Селии Джонсон и Тревора Ховарда. И самое главное — это был воистину британский фильм».
После этапной «Короткой встречи» Лин поставил два фильма по Чарльзу Диккенсу — «Большие надежды» (1946) и «Оливер Твист» (1948), которые пользовались популярностью в Европе. Сатьяджит Рей назвал первый из них лучшей на тот момент экранизацией Диккенса, а про второй, что он сделан с «потрясающим мастерством». Однако после обвинений в антисемитизме, по мнению некоторых отразившихся в образе Фейджина из «Оливера Твиста», этот фильм вызвал протесты в Германии и США. В связи с этим он не сразу сумел попасть в американский прокат и вышел там экраны только в 1951 году, причём в сокращённой версии. В 1999 году Британский институт кинематографии включил его в список ста лучших британских фильмов XX века, где он занял 46 место.
В 1947 году стал одним из учредителей академии BAFTA и был избран её председателем. В 1950-е годы он создал несколько наиболее известных своих фильмов: «Мост через реку Квай» (1957), принесший Лину его первый «Оскар»; «Лоуренс Аравийский» (1962), за который Лин был снова удостоен награды американской киноакадемии. Для этой масштабной экранизации перфекционисту Лину понадобился длиннофокусный объектив с фокусным расстоянием 882 мм. Он был сконструирован на заказ и использовался только в одной сцене, действие которой происходит в пустыне. После этого к его помощи другие режиссёры больше не прибегали, а среди кинематографистов он стал известен как «объектив Дэвида Лина». Про режиссёра стали говорить как о приверженце так называемого «большого стиля», характеризующегося масштабностью постановки, намерением «увязать частную историю или авантюрный сюжет с изображением эпохальных исторических событий». Его отличали скрупулёзность в деталях и проработка всех элементов, что отражалось на увеличении подготовительного и съемочного периодов. Так, над «Лоуренсом Аравийским» он работал три года. Мировой популярностью пользовалась картина «Доктор Живаго» (1965), экранизация романа Бориса Пастернака. После фильма «Дочь Райана» (1970), который имел скромный успех, Лин перестал заниматься режиссурой до 1984 года, когда вышел фильм «Поездка в Индию», ставший последней работой режиссёра. В 1984 году Лин был посвящён в рыцари. Во второй половине 1980-х годов работал над экранизацией полуавтобиографического романа Джеймса Балларда. Продюсером фильма «Империя солнца» выступил Стивен Спилберг, но Лин в конце концов отказался от режиссуры в пользу американского коллеги. В тот же период намеревался поставить картину по роману Джозефа Конрада «Ностромо» (1904), работая над сценарием совместно с Робертом Болтом, но не успел реализовать свой замысел в связи с тяжёлым состоянием здоровья. В 1991 году он скончался от рака в возрасте 83 лет — буквально за несколько дней до начала съёмок.

## Избранная фильмография
- 1942 — В котором мы служим / In Which We Serve
- 1944 — Этот счастливый народ / This Happy Breed
- 1945 — Веселое привидение / Blithe Spirit
- 1945 — Короткая встреча / Brief Encounter
- 1946 — Большие надежды / Great Expectations
- 1948 — Оливер Твист / Oliver Twist
- 1949 — Страстная дружба / The Passionate Friends
- 1950 — Мадлен / Madeleine
- 1952 — Звуковой барьер / The Sound Barrier
- 1954 — Выбор Хобсона / Hobson’s Choice
- 1955 — Лето / Summertime
- 1957 — Мост через реку Квай / The Bridge on the River Kwai
- 1962 — Лоуренс Аравийский / Lawrence of Arabia
- 1965 — Доктор Живаго / Doctor Zhivago
- 1970 — Дочь Райана / Ryan’s Daughter
- 1984 — Поездка в Индию / A Passage to India

## Награды и премии
- Премия «Оскар» в категории «Лучшая режиссура» (1958, 1963)
- «BAFTA Academy Fellowship Award» (1974)
- Премия «Золотой глобус» в категории «Лучшая режиссура» (1958, 1963, 1963)
- «Золотой медведь» Берлинского кинофестиваля (1954)
- Гран-при Каннского кинофестиваля (1946)